# Bixad (gmina w okręgu Covasna)
Bixad – gmina w Rumunii, w okręgu Covasna. Obejmuje tylko jedną miejscowość Bixad. W 2011 roku liczyła 1799 mieszkańców.